# Romashkino
 (mai 2008).
Si vous disposez d'ouvrages ou d'articles de référence ou si vous connaissez des sites web de qualité traitant du thème abordé ici, merci de compléter l'article en donnant les références utiles à sa vérifiabilité et en les liant à la section « Notes et références ».
Romashkino, découvert en 1943 dans la province du Tatarstan, était alors le plus grand gisement pétrolier russe, et n'a été dépassé depuis que par Samotlor.
La production commença en 1949 et fut portée à un maximum de plus de 1.6 Mbbl/j dans les années 1970. La production actuelle semble être de l'ordre de 200 kbbl/j. Plus de 15 Gbbl ont déjà été extraits. La courbe de déclin pointe vers 16 Gbbl environ.